# Betsy Kalmeyer
Betsy Kalmeyer est une athlète américaine née en 1961. Spécialiste de l'ultra-trail, elle détient le record du nombre de victoires féminines sur la Hardrock 100, qu'elle a remportée à cinq reprises en 1996, 1999, 2001, 2004 et 2006. Elle a également gagné la  Bear 100 Mile Endurance Run en 2000 et 2004.

## Résultats
- 1996
  - 1re de la Hardrock 100.

- 1999
  - 1re de la Hardrock 100.

- 2000
  - 2e de la Hardrock 100.
  - 1re de la Bear 100 Mile Endurance Run.

- 2001
  - 1re de la Hardrock 100.
  - 2e de la Bear 100 Mile Endurance Run.

- 2003
  - 2e de la Hardrock 100.

- 2004
  - 1re de la Hardrock 100.
  - 1re de la Bear 100 Mile Endurance Run.

- 2006
  - 1re de la Hardrock 100.

- 2008
  - 2e de la Hardrock 100.

- 2014
  - 2e de la Hardrock 100.

- 2015
  - 5e de la Hardrock 100.